# Predators
Predators – film science fiction z 2010 roku w reżyserii Nimróda Antala. Jest to długo zapowiadana trzecia część serii, na którą składają się również kultowy Predator (1987) oraz Predator 2 (1990). Film opowiada o grupie najemników, którzy muszą zmierzyć się na obcym świecie z grupą kosmicznych myśliwych, tytułowych Predatorów.

## Fabuła
Royce (Adrien Brody) – amerykański najemnik, zostaje pewnego dnia uprowadzony przez kosmitów i wysadzony na dziwnej, porośniętej dżunglą planecie. Nie jest tam jedynym człowiekiem − razem z nim porwano jeszcze: dwóch Amerykanów (pozbawionego prawa do wykonywania zawodu lekarza Edwina (Topher Grace) i kalifornijskiego skazańca Stansa (Walton Goggins), żołnierz armii izraelskiej Isabelle, żołnierza rosyjskiego Specnazu Nikolaia, a także Cuchillo - członka meksykańskiego kartelu narkotykowego, sierraleońskiego rebelianta Mombase oraz Hanzo - Japończyka z Yakuzy. Wkrótce bohaterowie odkrywają, że Predatorzy gromadzą na swojej planecie ludzi od lat, by urządzać na nich krwawe polowania. Uprowadzonym towarzyszy jeden z zeszłorocznych „gości” (Laurence Fishburne), któremu udało się przeżyć pojedynek z kosmitami.

## Obsada
- Adrien Brody − Royce
- Topher Grace − Edwin
- Danny Trejo − Cuchillo[1]
- Alice Braga − Isabelle[2]
- Mahershala Ali − Mombasa
- Oleg Taktarow – Nikolai[3]
- Walton Goggins − Stans
- Louis Ozawa Changchien − Hanzo
- Laurence Fishburne − Noland[4]
- Brian Steele – Oszalały Predator / Sokolnik Predator
- Carey Jones − Predator tropiciel
- Derek Mears − Klasyczny Predator

## Informacje dodatkowe
- Nazwa filmu jest, według producenta Roberta Rodrigueza, nawiązaniem do oryginalnego tytułu drugiej części serii Obcy, w oryginale będącego pomnożeniem tytułu pierwszego filmu tego cyklu (Alien → Aliens)